# مقاطعة برودواتر (مونتانا)
مقاطعة برودواتر (بالإنجليزية: Broadwater County)‏ هي إحدى مقاطعات ولاية مونتانا في الولايات المتحدة الأمريكية.